# Оберн-Хилс
Оберн-Хилс (англ. Auburn Hills) — город в округе Окленд штата Мичиган в США. Население 19837 человек, по данным переписи на 2000 год. Перепись населения в 2009 году показала количество населения в 20973 человек.
В Оберн-Хилс находятся: штаб-квартира Chrysler Group LLC, музей Уолтера П. Крайслера (англ. Walter P. Chrysler Museum), BorgWarner, центр торговли Great Lakes Crossing, «Пэлас оф Оберн-Хиллс» (англ. The Palace of Auburn Hills), в котором играет команда Национальной баскетбольной ассоциации «Детройт Пистонс», а до 2009 года также играл профессиональный женский баскетбольный клуб «Детройт Шок», который затем переехал в Талсу.